# Charlie Rose
Charles Peete "Charlie" Rose, Jr., född 5 januari 1942 i Henderson, North Carolina, är en amerikansk journalist. 
Han är sedan 2012 en av programledarna för CBS TV-morgonprogram "CBS This Morning" som sänds nationellt från New York. Sedan år 1991 har han haft ett intervjuprogram, som började sändas på den amerikanska public service-kanalen PBS år 1993 och senare på Bloomberg, där han intervjuar politiker och företagsledare. 
Fram till 2005 medverkade han som korrespondent i onsdagsupplagan av CBS 60 Minutes.